# Timo Jacobs
Timo Jacobs (* 1974 in Itzehoe) ist ein deutscher Schauspieler, Regisseur und Produzent.

## Leben
Timo Jacobs dreht seit 2003 Filme, zunächst mit Regisseur Klaus Lemke, mit dem er vier Filme als Hauptdarsteller und einen als Nebendarsteller drehte.
Im Anschluss wirkte Jacobs in zahlreichen internationalen und deutschen Produktionen mit, darunter Filme wie Dreileben – Komm mir nicht nach unter der Regie von Dominik Graf und Dreileben – Eine Minute Dunkel von Christoph Hochhäusler. Beide Filme feierten auf der Berlinale 2011 Premiere und wurden für den deutschen Filmpreis nominiert und erhielten den Deutschen Fernsehpreis sowie den Grimme-Preis. 2011 spielte Jacobs die Hauptrolle neben Mario Adorf im Film Gegengerade, der das Umfeld des Fußballclubs FC St. Pauli thematisiert. Des Weiteren spielte er in der Komödie Blutzbrüdaz mit dem Rapper Sido, der Film handelt vom Durchbruch zweier Berliner Rapper im Musikgeschäft. In internationalen Produktionen war Timo Jacobs in Spike Lees Kriegsfilm Buffalo Soldiers ’44 – Das Wunder von St. Anna – einem Film über afroamerikanische Soldaten im Zweiten Weltkrieg, zu sehen. In Carlos – Der Schakal von Olivier Assayas spielte er Christian Moeller, ein Mitglied der revolutionären Zelle an der Seite von Julia Hummer.
In Giorgio Dirittis Kriegsepos L’uomo che verrà spielte er an der Seite von Alba Rohrwacher und wurde beim Rome International Film Festival mit dem Großen Preis der Jury ausgezeichnet. Für Beach Boy bekam Timo Jacobs den New Berlin Film Award. Der Film Pete the Heat, in dem Timo Jacobs die Hauptrolle spielte, wurde mit dem Montblanc Filmpreis 2011 ausgezeichnet. Anfang 2012 erschien sein erster Film, die Komödie Klappe Cowboy!. Er führte mit Ulf Behrens Regie, spielt die Hauptrolle und produzierte den Film. Klappe Cowboy! feierte seine Premiere auf dem Max Ophüls Filmfest in Saarbrücken und gewann nationale und internationale Film- und Regiepreise.
Im Theater war Jacobs in einer Mehrfachrolle in dem Stück Die Wahlverwandtschaften von Goethe sowie in diversen Gastauftritten im Schlosstheater Celle zu sehen. Im Theater Zürich verkörperte Timo Jacobs 2011 den König Ödipus von Sophokles im gleichnamigen Stück.
Hauptsächlich ist Timo Jacobs in Filmen zu sehen und war mittlerweile in über 80 Spielfilmen aktiv.
In der Komödie Bornholmer Straße war er als Uwe zu erleben, Christian Schwochow führte Regie und der Film wurde als TV Ereignis des Jahres mit dem Bambi ausgezeichnet. Für seinen Auftritt im Tatort: Borowski und der Himmel über Kiel, ebenfalls unter der Regie von Christian Schwochow, wurde Timo Jacobs vom Bund Deutscher Schauspieler für den Schauspielerpreis 2016 nominiert.
Von 2013 bis 2016 arbeitete er an seinem zweiten Langfilm, Mann im Spagat. Er produzierte die Berlin-Komödie, schrieb zusammen mit Federico Avino das Drehbuch, führte Regie und ist neben Schauspielern wie Clemens Schick, Meret Becker, Rolf Zacher und Friedrich Liechtenstein in der Hauptrolle zu sehen.
Für seine Regiearbeit bei Mann im Spagat wurde Timo Jacobs vom Bundesverband Regie (BVR) für den deutschen Regiepreis 2017 vornominiert. Mit Mann im Spagat machte Jacobs weiter international auf sich aufmerksam:

Mann im Spagat war der Eröffnungsfilm des Achtung Berlin New Film Award 2016 und gewann den Preis für die beste Komödie 2017 auf dem Canada International Film Festival sowie zwei weitere Preise auf dem Queens World Film Festival in NYC. Der Film tourte um die Welt und lief in ausgewählten deutschen Kinos.
Timo Jacobs jüngster Film, die Tragikomödie Stand Up! Was bleibt, wenn alles weg ist, über einen ausgebrannten Komödianten, der sich nicht unterkriegen lässt, wurde unter anderem auf dem New York City International Film Festival  (NYCIFF) und dem 21. Beverly Hills Film Festival mehrfach ausgezeichnet. Erneut übernahm Timo Jacobs in seinem Film nicht nur die Regie, sondern auch die männliche Hauptrolle.
Von Ende 2016 bis 2020 war Jacobs als Kommissar Jan Michalski in der ZDF-Krimireihe Der Kriminalist an der Seite von Christian Berkel zu sehen.
Seit 2018 ist er Mitglied der Deutschen Filmakademie.
Timo Jacobs lebt in Berlin.

## Filmografie (Auswahl)
- 2004: 3 Minuten Heros (Fernsehfilm)
- 2005: Geschlechterkampf (Kurzfilm)
- 2005: Undercover Ibiza (Fernsehfilm)
- 2005: Träum weiter Julia (Fernsehfilm)
- 2006: Twisted Sisters
- 2006: Finale (Fernsehfilm)
- 2007: 84 (Kurzfilm)
- 2007: Rememo (Kurzfilm)
- 2007: Fleisch ist mein Gemüse (Kino)
- 2007: Buffalo Soldiers ’44 – Das Wunder von St. Anna (Miracle at St. Anna) (Kino)
- 2008: Pete the Heat (Kino)
- 2008: Die 25. Stunde (Fernsehserie)
- 2008: König Drosselbart (Fernsehfilm)
- 2009: L’uomo che verrà
- 2009: Eine wie keine (Fernsehserie)
- 2009: Portrait eines anständigen Mannes (Kurzfilm)
- 2009: Ostsee (Kurzfilm)
- 2009: Überhaupt das Problem? (Kurzfilm)
- 2009: Besucht (Kurzfilm)
- 2009: Ilich – Story of Carlos (Kino)
- 2010: Polizeiruf 110: Einer von uns (TV-Reihe)
- 2010: Die Draufgänger (Fernsehfilm)
- 2010: Der Aufstieg des Lebens (Kurzfilm)
- 2011: Dreileben – Komm mir nicht nach (Fernsehfilm)
- 2011: Dreileben – Eine Minute Dunkel (Fernsehfilm)
- 2011: Gegengerade (Kino)
- 2011: Großstadtrevier: Sturköppe (TV-Serie)
- 2011: Polizeiruf 110: Feindbild (TV-Reihe)
- 2011: Blutzbrüdaz (Kino)
- 2011: Umschlagbahnhof (Kurzfilm)
- 2011: Spotkania „Treffen“
- 2011: Großstadtrevier: Große Wünsche, kleine Träume (TV-Serie)
- 2011: Zärtliche Momente (Kurzfilm)
- 2011: Rückzug – Die Umzieher (Comedy-Pilot)
- 2012: Klappe Cowboy! (Kino)
- 2012: Tatort: Hochzeitsnacht (TV-Reihe)
- 2012: Ein Fall für zwei: Blind Date (TV-Serie)
- 2012: Der Absturz (Kurzfilm)
- 2012: Auf Eis (Fernsehfilm)
- 2012: Notruf Hafenkante (TV-Serie)
- 2012: Kein großes Ding (Kino)
- 2012: Out Of Money (Socialspot)
- 2012: Illusions
- 2012: Runaway (Kurzfilm)
- 2012: Schock (Socialspot)
- 2013: Schwarzer Zucker (Kurzfilm)
- 2013: Back to Nothing (Kino)
- 2013: Die andere Seite des Ego (Kino)
- 2013: Geschwisterdiebe (Fernsehfilm)
- 2013: Am Zenit der Zeit (Kino)
- 2013: Die Kanzlei (TV-Serie)
- 2013: Beatrix (Kino)
- 2014: Krasser Move
- 2014: Bornholmer Straße (Fernsehfilm)
- 2014: Oregon Pine (Kino)
- 2014: Millimeterarbeit (Kino)
- 2014: Reborn (Kino)
- 2014: Die dritte Scene (Kino)
- 2015: Unter Gaunern (Fernsehserie, Folge Der Onkel aus Amerika)
- 2015: Tatort: Das Muli (TV-Reihe)
- 2015: Tatort: Borowski und der Himmel über Kiel (TV-Reihe)
- 2015: Ein Fall für Zwei: Der Blinde Fleck (TV-Serie)
- 2015: SOKO Stuttgart: Mord mit Stil (TV-Serie)
- 2015: SOKO Wismar: Ein Bruder zum Verlieben (TV-Serie)
- 2015: Großstadtrevier: Bombenalarm (TV-Serie)
- 2016–2020: Der Kriminalist (TV-Serie)
- 2016: Freddy/Eddy (Kino)
- 2016: Der lange Sommer der Theorie (Kino)
- 2016: Smile (Kino)
- 2016: Helen Dorn: Gefahr im Verzug
- 2017: Alles Klara: Mord im Spukschloss (TV-Serie)
- 2017: Bad Cop (TV-Serie)
- 2017: Mann im Spagat (Kino)
- 2017: Nord Nord Mord: Sievers und die Frau im Zug (Fernsehfilm)
- 2018: MANN/FRAU (Mini-Serie)
- 2018: SOKO Köln: Der Schuss (TV-Serie)
- 2018: Zersetzt – Ein Fall für Dr. Abel (Fernsehfilm)
- 2018: Wilsberg: Die Nadel im Müllhaufen (Fernsehreihe)
- 2018: Unter anderen Umständen: Das Geheimnis der Schwestern (Fernsehreihe)
- 2018: Arthurs Gesetz (Fernsehserie, 3 Folgen)
- 2019: SOKO Hamburg (Fernsehserie, Folge Der Lottokönig)
- 2019: Heldt (Fernsehserie, Folge Der Mann aus Wien)
- 2019: Endlich Witwer
- 2020: Unter anderen Umständen: Lügen und Geheimnisse (Fernsehreihe)
- 2020: Der gute Bulle – Nur Tote reden nicht
- 2021: Windstill
- 2021: Der Ranger – Paradies Heimat: Sturm (Fernsehreihe)
- 2021: Tatort: Die dritte Haut (TV-Reihe)
- 2021: Stand Up! Was bleibt, wenn alles weg ist (Kino)
- 2021: SOKO Potsdam (Fernsehserie, Folge Wenn es dunkel wird)
- 2023: WaPo Elbe (Fernsehserie, Folge White Lightning)
- 2023: Morden im Norden (Fernsehserie, Folge Entführt)
- 2024: Die geschützten Männer
- 2024: Die Ermittlung
- 2025: Marie Brand und das tote Au-pair

## Theater
- 2006: Push Up
- 2006: Endstation Sehnsucht
- 2007: Der Reigen
- 2010: North of Providence
- 2011: Ödipus The King / Sophokles
- 2012: Leonce and Lena
- 2013: Die Wahlverwandtschaften

## Auszeichnungen
- 2005: „Best Talent Award“ spot „Fischmarkt, Digger!“
- 2007: „Audience Favorite Actor“, 48h Filmfestival in Berlin für „84“
- 2009: „Grand Prize of the Jury“, Rome International Film Festival für „L’uomo che verrà“
- 2010: Montblanc Filmpreis, Hamburg Filmfest für „Pete The Heat“
- 2011: „New Berlin Film Award“ film „Beach Boy“ beim Achtung Berlin Filmfest
- 2011: Nominiert „Best leading Actor“ at 48h Filmfest für „Zärtliche Momente“
- 2011: Nominierung für Deutschen Fernsehpreis 2011 „Dreileben“
- 2012: „Lobende Erwähnung“ für „Klappe Cowboy!“ beim Achtung Berlin Filmfest
- 2012: „Dreileben“ für den Grimme-Preis Spezial 2012
- 2012:  „Special Diploma“ for the self-ironie in “Klappe Cowboy!” international competition of feature films DeboshirFilm St.Petersburg/Russia
- 2014: BAMBI 2014 in der Kategorie „TV-Ereignis des Jahres“ für „Bornholmer Straße“